# Nazionale femminile di calcio dello Zambia
La nazionale di calcio femminile dello Zambia è la rappresentativa calcistica femminile internazionale dello Zambia, gestita dalla locale federazione calcistica (FAZ).
In base alla classifica emessa dalla FIFA il 14 giugno 2024, la nazionale femminile occupa il 64º posto del FIFA/Coca-Cola Women's World Ranking.
Come membro della Confédération Africaine de Football (CAF) partecipa a vari tornei di calcio internazionali, come il campionato mondiale FIFA, la Coppa delle nazioni africane, ai Giochi olimpici estivi, ai Giochi panafricani e ai tornei ad invito.
Il miglior risultato conseguito dalla nazionale femminile zambiana è il terzo posto nell'edizione 2022 della Coppa delle nazioni africane, al quale si aggiunge l'accesso alle semifinali dell'edizione 1991, partita però non disputata per il ritiro dello Zambia dalla competizione. Ha, inoltre, partecipato al torneo femminile ai Giochi olimpici nel 2020.

## Storia

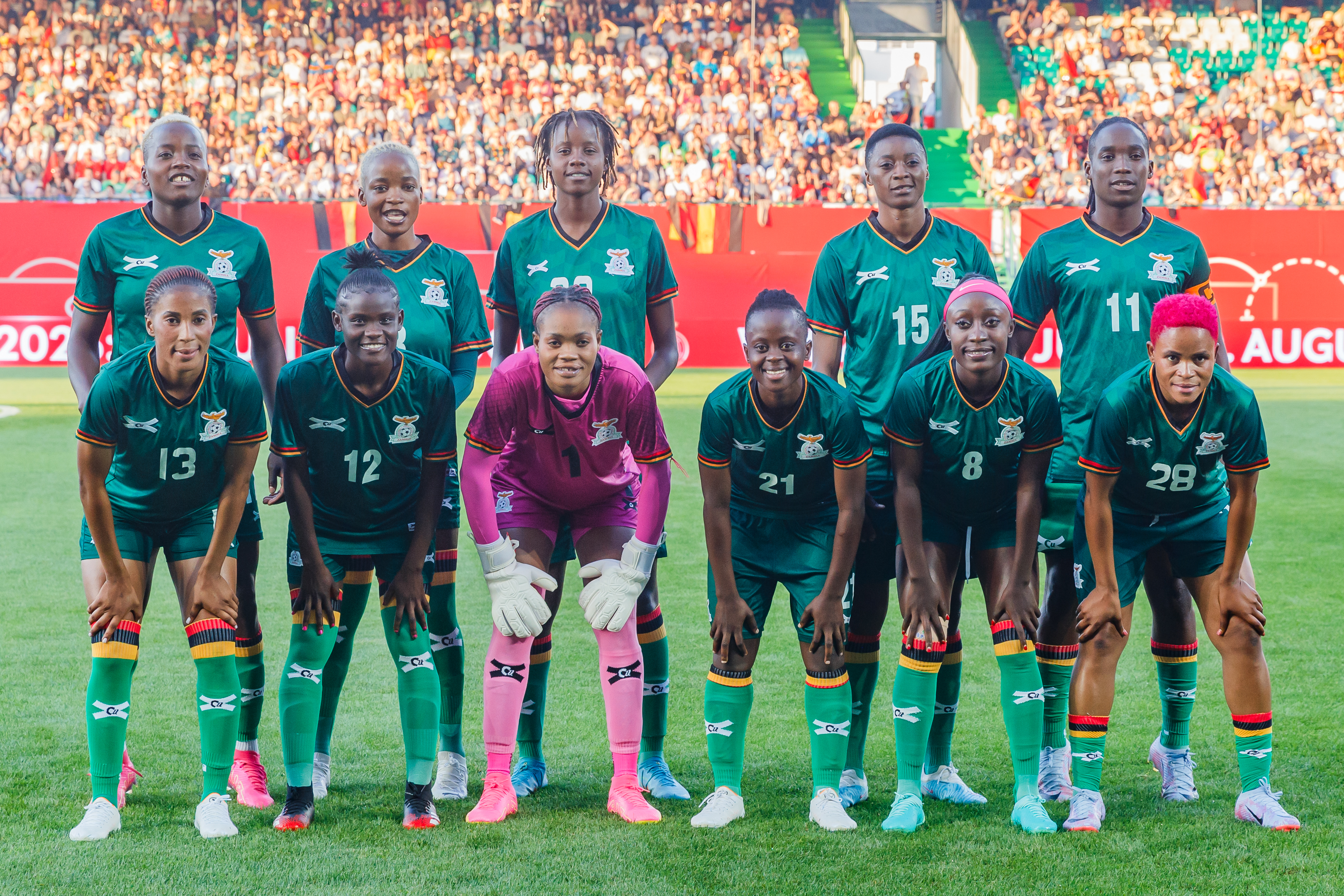
Una formazione della nazionale zambiana nel 2023

La prima partecipazione della nazionale dello Zambia a un torneo internazionale risale al 1991, quando si iscrisse alla prima edizione del campionato africano. In questa edizione, nonostante avesse beneficiato del ritiro dello Zimbabwe per accedere alle semifinali, si ritirò a sua volta dalla competizione prima di disputare la semifinale contro il Camerun. Fece il suo esordio sul campo nel novembre 1994 nella doppia sfida contro il Sudafrica, valida per i quarti di finale del campionato africano 1995, perdendo entrambe le partite e venendo eliminata. Dopo circa sei anni di assenza dalle competizione, la nazionale zambiana tornò a partecipare alle competizioni internazionali nel 2002, prendendo parte alle qualificazioni al campionato africano 2002, venendo eliminata al secondo turno, ancora una volta dal Sudafrica.
La nazionale zambiana riuscì ad accedere alla fase finale del campionato continentale nell'edizione 2014, disputatasi in Namibia. Sorteggiata nel girone A con Nigeria, Costa d'Avorio e Namibia, conquistò un solo punto contro le ivoriane nella terza giornata, concludendo il girone all'ultimo posto e venendo, così, eliminata dal torneo. Quattro anni dopo lo Zambia tornò a partecipare alla fase finale della competizione, già rinominata Coppa delle nazioni africane. Inserita nel girone B con Sudafrica, Nigeria e Guinea Equatoriale, la nazionale zambiana andò vicina alla qualificazione alla fase a eliminazione diretta col terzo posto nel girone, frutto della vittoria contro le equatoguineane e il pareggio contro le sudafricane.
Lo Zambia ottenne nel marzo 2020 il risultato di maggior prestigio con la qualificazione al torneo femminile di calcio dei Giochi della XXXII Olimpiade, previsti a Tokyo nell'estate 2021. Nel corso delle qualificazioni, lo Zambia ha superato i primi due turni per ritiro delle nazionali avversarie, mentre poi ha eliminato prima il Botswana e poi il Kenya, raggiungendo la finale contro il Camerun: dopo aver perso la gara di andata per 3-2, le zambiane hanno superato le camerunensi per 2-1 in casa nella sfida di ritorno, conquistando la qualificazione alle Olimpiadi per la regola dei gol fuori casa. Ha esordito con una sconfitta per 3-10 contro i Paesi Bassi, mentre nella seconda partita del girone ha pareggiato contro la Cina per 4-4. Perdendo per 0-1 dal Brasile, è stato eliminato dal torneo olimpico. Protagonista del torneo è stata l'attaccante Barbara Banda, autrice di 6 reti nelle prime due gare, eguagliando così il record della canadese Christine Sinclair di reti segnate fino ad allora in un torneo olimpico (record battuto pochi giorni dopo dall'olandese Vivianne Miedema).
Nella Coppa delle nazioni africane 2022 lo Zambia ha ottenuto il suo miglior risultato nella competizione, conquistando il terzo posto finale. Superata la fase a gironi come prima classificata, ha vinto i quarti di finale contro il Senegal dopo i tiri di rigore, per poi perdere la semifinale contro il Sudafrica per una rete subita su un contestato rigore nei minuti di recupero del secondo tempo. Nella finale per il terzo posto la nazionale zambiana ha battuto quella nigeriana per 1-0, ottenendo il terzo posto finale e l'accesso alla fase finale del campionato mondiale 2023 per la prima volta nella sua storia.

## Partecipazione ai tornei internazionali
Legenda: Grassetto: Risultato migliore, Corsivo: Mancate partecipazioni

## Tutte le rose

### Campionato mondiale
Coppa del Mondo FIFA 20231 Musonda, 2 Soko, 3 Mweemba, 4 S. Banda, 5 Mulenga, 6 Wilombe, 7 Lubandji, 8 Belemu, 9 Mubanga, 10 Selemani, 11 B. Banda, 12 Katongo, 13 Tembo, 14 I. Lungu, 15 Musase, 16 L. Lungu, 17 Kundananji, 18 Sakala, 19 Mapepa, 20 Chanda, 21 Chitundu, 22 E. Banda, 23 Phiri, CT: Mwape

### Giochi olimpici
Calcio ai Giochi Olimpici Estivi 20201 Musonda, 2 Khosa, 3 Mweemba, 4 Siamfuko, 5 Mulenga, 6 Wilombe, 7 Lubandji, 8 Belemu, 9 Mubanga, 10 G. Chanda, 11 Banda, 12 Chitundu, 13 Tembo, 14 Lungu, 15 Musase, 16 Nali, 17 Kundananji, 18 Phiri, 19 Katongo, 20 Mukwasa, 21 H. Chanda, 22 Musole, CT: Mwape
Calcio ai Giochi Olimpici Estivi 20241 Musonda, 2 D. Banda, 3 Mweemba, 4 Siamfuko, 5 P. Zulu, 6 Chileshe, 7 M. Zulu, 8 Lubandji, 9 Mupopo, 10 G. Chanda, 11 B. Banda, 12 Chitundu, 13 Tembo, 14 Chilufya, 15 H. Chanda, 16 Muchinga, 17 Kundananji, 18 Musole, CT: Mwape

### Coppa delle nazioni africane
Coppa d'Africa femminile 20221 Musonda, 2 Soko, 3 Mweemba, 4 Siamfuko, 5 Mulenga, 6 Wilombe, 7 Zulu, 8 Belemu, 9 Ochumba, 10 Chanda, 11 Mapepa, 12 Katongo, 13 Tembo, 14 I. Lungu, 15 Musase, 16 Nali, 17 E. Banda, 18 L. Lungu, 19 Chilenga, 20 Sosala, 21 Chitundu, 22 Nanyangwe, CT: Mwape
Coppa d'Africa femminile 20241 Musonda, 2 Nthala, 3 Mweemba, 4 Siamfuko, 5 Zulu, 6 Wilombe, 7 Mukoma, 8 Belemu, 9 Mupopo, 10 Chanda, 11 Banda, 12 Katongo, 13 Tembo, 14 Lungu, 15 Chileshe, 16 Chishala Mufunte, 17 Kundananji, 18 Musole, 19 Mapepa, 20 Nachula, 21 Chipasula, 22 Nanyangwe, 23 Maluba, 25 Chilufya, CT: Häuptle

## Rosa
Lista delle 22 giocatrici convocate dal selezionatore Bruce Mwape per il torneo femminile di calcio ai Giochi della XXXIII Olimpiade, in programma dal 24 luglio al 9 agosto 2024. Vast Phiri, Racheal Nachula, Mary Wilombe e Eunice Sakala sono state indicate come riserve. Numerazione come da lista FIFA.
| N. | Pos. | Giocatore          | Data nascita (età)          | Pres. | Reti | Squadra          |
| -- | ---- | ------------------ | --------------------------- | ----- | ---- | ---------------- |
| 1  | P    | Catherine Musonda  | 20 febbraio 1998 (26 anni)  |       |      | Hapoel Raanana   |
| 2  | D    | Diana Banda        | 5 febbraio 2002 (22 anni)   |       |      | Green Buffaloes  |
| 3  | D    | Lushomo Mweemba    | 10 aprile 2001 (23 anni)    |       |      | BIIK Kazygurt    |
| 4  | D    | Esther Siamfuko    | 8 agosto 2004 (19 anni)     |       |      | Green Buffaloes  |
| 5  | D    | Pauline Zulu       | 3 marzo 2003 (21 anni)      |       |      | Lusaka Dynamos   |
| 6  | C    | Rhoda Chileshe     | 8 maggio 1998 (26 anni)     |       |      | Indeni Roses     |
| 7  | C    | Misozi Zulu        | 11 ottobre 1994 (29 anni)   |       |      | Hakkarigucu Spur |
| 8  | A    | Ochumba Lubandji   | 1º luglio 2001 (23 anni)    |       |      | Red Arrows       |
| 9  | A    | Kabange Mupopo     | 21 settembre 1992 (31 anni) |       |      | Green Buffaloes  |
| 10 | C    | Grace Chanda       | 11 giugno 1997 (27 anni)    |       |      | Orlando Pride    |
| 11 | A    | Barbara Banda      | 20 marzo 2000 (24 anni)     |       |      | Orlando Pride    |
| 12 | C    | Avell Chitundu     | 30 luglio 1997 (26 anni)    |       |      | ZESCO United     |
| 13 | D    | Martha Tembo       | 8 marzo 1998 (26 anni)      |       |      | BIIK Kazygurt    |
| 14 | C    | Prisca Chilufya    | 8 giugno 1999 (25 anni)     |       |      | Juárez           |
| 15 | C    | Hellen Chanda      | 16 giugno 1998 (26 anni)    |       |      | Hakkarigucu Spur |
| 16 | D    | Esther Muchinga    | 16 novembre 2002 (21 anni)  |       |      | Zanaco           |
| 17 | A    | Racheal Kundananji | 3 giugno 2000 (24 anni)     |       |      | Bay FC           |
| 18 | P    | Ngambo Musole      | 26 giugno 1998 (26 anni)    |       |      | Green Buffaloes  |